# Saint-Marcel-lès-Sauzet
Saint-Marcel-lès-Sauzet é uma comuna francesa na região administrativa de Auvérnia-Ródano-Alpes, no departamento de Drôme. Estende-se por uma área de 3,98 km². Em 2010 a comuna tinha 1 336 habitantes (densidade: 335,7 hab./km²).